# Ted Koehler
Ted L. Koehler (* 14. Juli 1894 in Washington, D.C.; † 17. Januar 1973 in Santa Monica, Kalifornien) war ein US-amerikanischer Pianist und Liedtexter. Er arbeitete mit Harold Arlen zusammen. Gemeinsam schrieben sie die Standards Ill Wind und Stormy Weather.

## Leben und Wirken
Ted Koehler begann seine berufliche Laufbahn zunächst als Angestellter in einem Foto-Geschäft, stieg schließlich aber ins Musik- und Showbusiness ein, wo er als Theaterpianist für Stummfilme begann. Dann fing er an, für Vaudevilleshows und Broadway zu schreiben und produzierte Shows in Nachtclubs. Berühmt wurde er für seine Zusammenarbeit mit dem Komponisten Harold Arlen. Sie schrieben von den 1920er bis in die 1940er Jahre eine Reihe von Songs, die Teil des Great American Songbooks wurden. Ihr erster gemeinsamer Erfolg war 1931 der Song Behind the Devil and the Deep Blue Sea, gefolgt von I Love a Parade und I Gotta Right to Sing the Blues von 1932. Das Team Arlen/Koehler schrieb für den Broadway, für Produktionen des New Yorker Cotton Clubs und später auch für Hollywoodfilme. Koehler arbeitete auch mit anderen Komponisten zusammen, wie mit Jimmy McHugh, Rube Bloom und Sammy Fain.
Viele der Songs, an denen Ted Koehler mitwirkte, wie Wrap Your Troubles in Dreams, Get Happy oder Stormy Weather wurden später zu Jazzstandards.

## Bekannte Songs
- Animal Crackers in My Soup
- As Long as I Live – Musik: Harold Arlen
- Between The Devil And The Deep Blue Sea – Musik: Harold Arlen
- Don’t Worry ’Bout Me – Musik: Rube Bloom
- Get Happy – Musik: Harold Arlen
- I Gotta Right To Sing The Blues – Musik: Harold Arlen
- Ill Wind – Musik: Harold Arlen
- I’m Shooting High
- I’ve Got My Fingers Crossed – Musik: Jimmy McHugh
- I’ve Got The World On A String – Musik: Harold Arlen
- Let’s Fall In Love – Musik: Harold Arlen
- Sing My Heart – Musik: Harold Arlen
- Spreadin’ Rhythm Around – Musik: Jimmy McHugh
- Stormy Weather – Musik: Harold Arlen
- When the Sun Comes Out – Musik: Harold Arlen
- Wrap Your Troubles in Dreams – mit Harry Barris und Billy Moll
- Some Sunday Morning – Musik: Ray Heindorf und M. K. Jerome

## Arbeiten für den Broadway
- Earl Carroll's Vanities of 1932 (1932) – Revue – Ko-Komponist und Co-Texter mit Harold Arlen
- Say When (1934) – Musical – Texter
- Now I Know (1944) – Musical – Texter